# Micro-USB
microUSB je minijaturizrani oblik USB sučelja. Razvijena je za spajanje kompaktnih i mobilnih telekomunikacijskih uređaja kao što su pametni telefoni, mp3 playeri, GPS uređaji, foto pisači i digitalne kamere.
Tehnologija micro USB razvijena je kao zamjena za mini USB, koji je bio unaprijeđena i na manju veličinu svedena USB tehnologija. Tehnologiju micro USB razvio je USB Implementers Forum, Inc. (USB-IF) koji je neovisna neprofitna grupa koja radi na unapređenju tehnologije USB.
microUSB nudi mnoge prednosti u usporedbi s mini USB. Najveća prednost microUSBa su manje dimenzije. Zato što mobilni telefoni i dlanovnici postaju sve tanji i sve lakši, potrošači su smatrali miniUSB konektor prevelikim za praktičnu upotrebu. microUSB omogućuje proizvođačima pomaknuti granice ovog trenda prema još praktičnijem dizajnu. Osim što je manji, microUSB je izdržljiviji od miniUSB konektora. Ljuska od nehrđajućeg čelika daje mogućnost od desetak tisuća ciklusa umetanja, kao i mehanizam koji stvara veće sile izvlačenja a da se pritom ne žrtvuje USBova jednostavnost korištenja za punjenje mobilnih uređaja.